# Танцовщица из Идзу (фильм, 1974)
«Танцо́вщица из И́дзу» (яп. 伊豆の踊子, Izu no odoriko; англ. The Izu Dancer) — шестая по счёту экранизация знаменитой классической новеллы Ясунари Кавабаты, лауреата Нобелевской премии по литературе (1968). Фильм снял режиссёр Кацуми Нисикава в 1974 году. С 1978 года фильм демонстрировался в кинопрокате СССР.

## Сюжет
Этот фильм переносит зрителя в Японию начала XX века. И вместе с главным героем картины — молодым студентом — мы присоединяемся к труппе бродячих артистов, шагающих по дорогам Японии в поисках скромного заработка. Эти нищие актёры сразу вызывают к себе симпатию своей скромностью и чувством такта. У них много своих бед, но держат они себя с достоинством и всегда искренне благодарны за помощь.
Студент Мидзухара присоединился к актёрам и пошёл вместе с ними не из праздного любопытства. Ему понравилась юная танцовщица Каору. А вскоре молодой человек искренне подружился и с её братом — Эйкити, талантливым актёром, ещё недавно выступавшим на сцене театра большого города. Смерть отца заставила Каору бросить учёбу в школе, а Эйкити ушёл из театра, и вот теперь они вместе с женой Эйкити, её сестрой и матерью зарабатывают деньги скромными представлениями в деревушках и городах.
Чистая и светлая любовь молодых людей обречена. И не потому, что Мидзухара должен возвращаться в город, на учёбу. Нет, просто юная танцовщица Каору в этом мире социальных предрассудков никогда не сможет стать его женой. Это понимают все. И молодые влюблённые тоже. Они расстаются, но свет их чистой любви останется в их душах на долгие годы…

## В ролях
- Момоэ Ямагути — Каору, танцовщица
- Томокадзу Миура — Мидзухара, студент
- Дзин Накаяма — Эйкити, брат Каору
- Томоми Сато — Киёко, его жена
- Ацуко Итиномия — Саюко
- Саюри Исикава — Окими
- Нами Мунаката — Ёсико
- Ёрико Танака — Сино
- Юмико Арисаки — Отоки
- Нэкохати Эдоя III — Тория
- Дзюкити Уно — рассказчик (голос за кадром)

## Премьеры
- Япония — национальная премьера фильма состоялась 28 декабря 1974 года[2].
- СССР — с января 1978 года фильм демонстрировался в прокате СССР[1].